# Bredene
Bredene is een plaats en gemeente in de Belgische provincie West-Vlaanderen. Bredene is een badplaats aan de Belgische Kust, en telt ruim 18.000 inwoners, die Bredenaars worden genoemd. In de volksmond spreekt men van Brènienge.
Bredene is populair bij kampeerders met meer dan 30 campings op zijn grondgebied en haalt zijn inkomsten dan ook vooral uit het toerisme. Bredene is sinds 30 juni 2001 de enige Belgische badstad met een naaktstrand. De gemeente heeft geen zeedijk, maar een ononderbroken duinenrij, wat haar uniek maakt aan de Belgische kust.

## Etymologie
Etymologisch gaat de naam van de gemeente terug op breeden-ee dat samengesteld is uit een verbogen vorm van breed en het zelfstandig naamwoord ee zoals men vroeger water of een waterloop noemde. De Noordede of Nordee in de volksmond is dat brede water, deels een bedding van een oude kreek die vanaf de Blankenbergse Vaart in Zuienkerke naar het westen vloeit en thans uitmondt in de Oostendse spuikom bij Bredene-Sas.

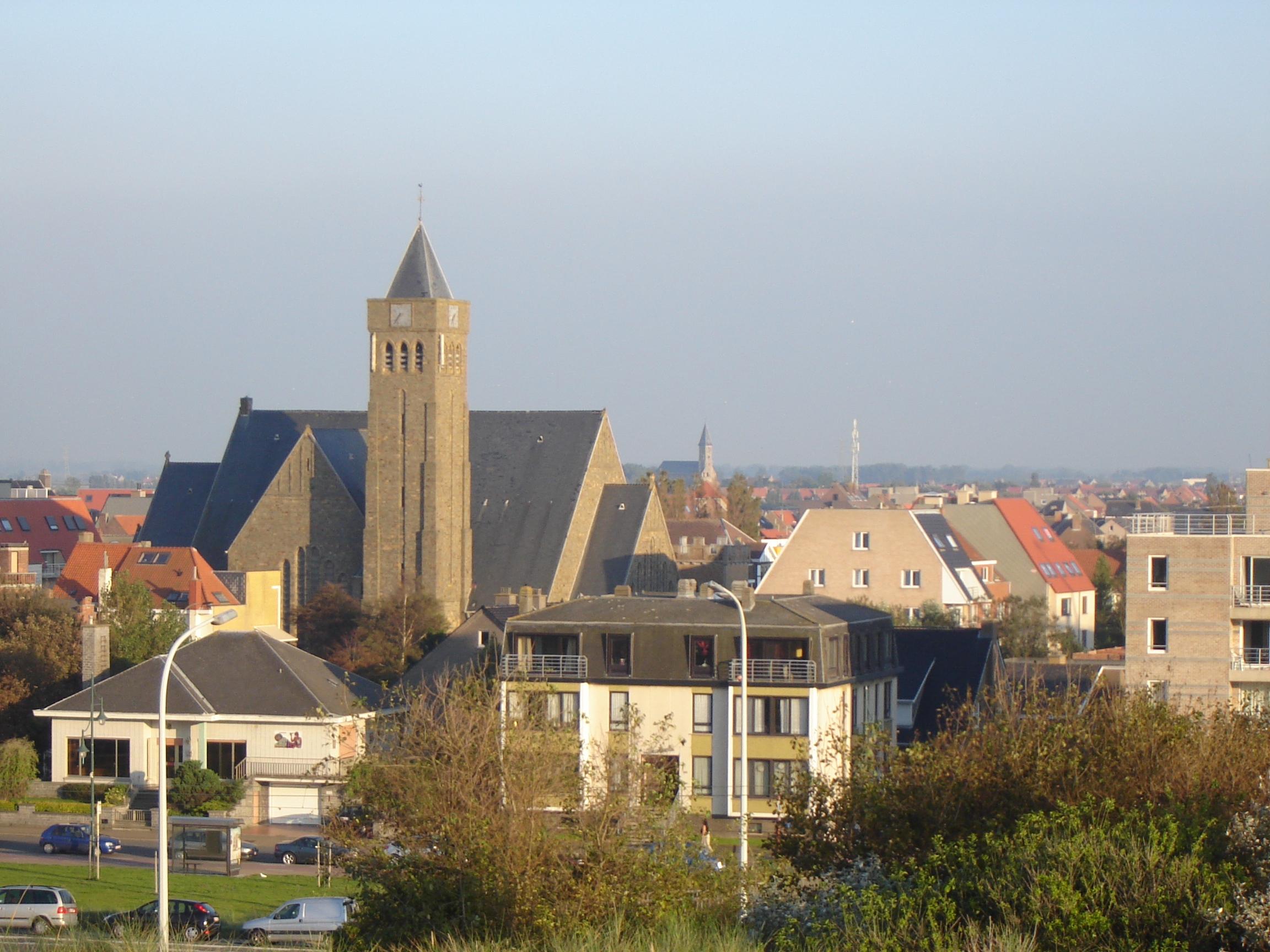
Uitzicht op Bredene. Op de voorgrond Bredene-Duinen, in de verte Bredene-Dorp
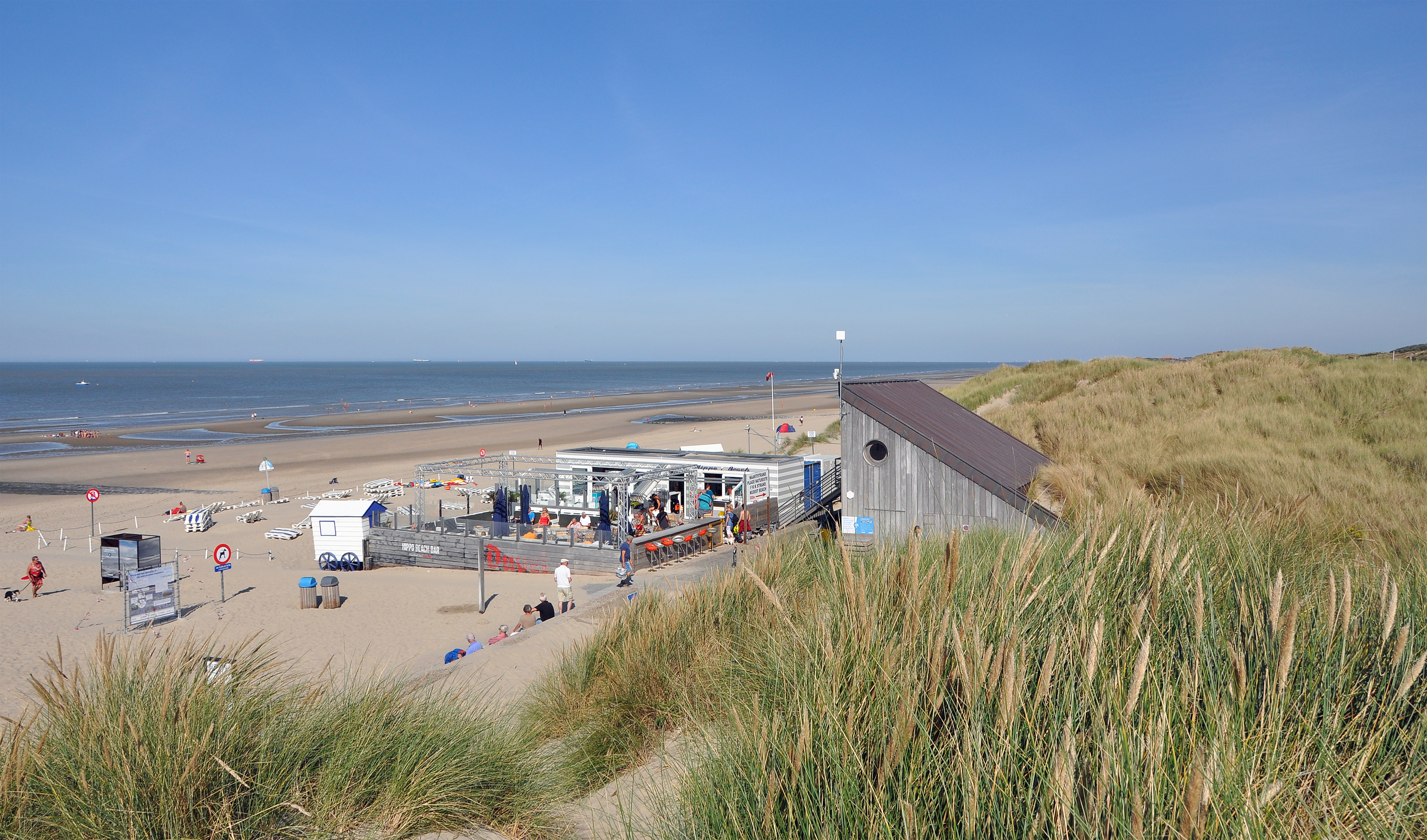
Het strand van Bredene

## Kernen
Bredene heeft geen deelgemeenten maar bestaat uit drie kernen:
- Bredene-Dorp: het oudste gedeelte van Bredene en bijna twee kilometer van de kustlijn
- Bredene-Sas: vroeger Sas-Slijkens genoemd, in het zuiden, ingesloten tussen de Oostendse spuikom en het kanaal Brugge-Oostende
- Bredene-Duinen: ook Bredene-Bad of Bredene-aan-Zee genoemd, de toeristische kern zonder zeedijk, met een afgebakend naaktstrand en een voor België unieke ononderbroken duinenrij.

Deze drie kernen zijn niet duidelijk afgelijnd maar bevatten aparte parochies. De bebouwing vormt bijna één doorlopende verstedelijkte kern, die bovendien aansluit met de haven van Oostende en de Vuurtorenwijk in Oostende. Langs de kust loopt in het oosten van de gemeente de bebouwing van de woonwijk Vosseslag in De Haan door op grondgebied Bredene. Tussen deze wijk en Bredene-Duinen wordt de ruimte door campings ingenomen.
Bredene verloor aan zijn westelijke zijde gebied aan Oostende in verschillende fasen omwille van de uitbreiding van de haven van Oostende. De in 1807 vastgelegde grens tussen Oostende en Bredene is de zwarte lijn op de afbeelding hieronder. Bij een laatste gemeentegrenswijziging in 1970 werd de Prins Albertlaan (Sas-Slijkens) en het gebied tussen het kanaal Oostende-Gent en de Brugsesteenweg/Plassendalesteenweg overgeheveld.
De gemeente Bredene grenst aan volgende dorpen en gemeenten:
- a. Klemskerke (en het gehucht Vosseslag, gemeente De Haan)
- b. Oudenburg (stad Oudenburg)
- c. Zandvoorde (stad Oostende)
- d. Oostende (meer bepaald de Vuurtorenwijk)

## Den boerentram
In 1886 ging de tweede stoomtramlijn bij de kust rijden van Oostende via De Haan naar Blankenberge. Deze reed via Sas-Slijkens en Bredene-Dorp. In 1909 volgde electrificatie van deze meest enkelsporige lijn. Deze zou tot 1955 dienst doen. De Buurtspoorwegstraat en Tramlaan herinneren er nog aan. 
In 1905 werd de nieuwe lijn Oostende-Bredene(Duinen)-De Haan geopend. Deze was van meet af aan dubbelsporig, en werd later elektrisch. Dit is nu de moderne Kusttramlijn.

### Kaart

Bredene, kernen en buurgemeenten. De gele gebieden zijn bebouwde kernen

| Nr. | Naam           |
| --- | -------------- |
| I   | Bredene-Dorp   |
| II  | Bredene-Duinen |
| III | Sas-Slijkens   |

## Demografische ontwikkeling
Alle historische gegevens hebben betrekking op de huidige gemeente, inclusief deelgemeenten, zoals ontstaan na de fusie van 1 januari 1977.
- Bronnen:NIS, Opm:1831 tot en met 1981=volkstellingen; 1990 en later= inwonertal op 1 januari

| Inwoners van jaar tot jaar op 1 januari 1992 tot heden | Inwoners van jaar tot jaar op 1 januari 1992 tot heden | Inwoners van jaar tot jaar op 1 januari 1992 tot heden |
| jaar                                                   | Aantal                                                 | Evolutie: 1992=index 100                               |
| ------------------------------------------------------ | ------------------------------------------------------ | ------------------------------------------------------ |
| 1992                                                   | 12.466                                                 | 100,0                                                  |
| 1993                                                   | 12.655                                                 | 101,5                                                  |
| 1994                                                   | 12.867                                                 | 103,2                                                  |
| 1995                                                   | 13.025                                                 | 104,5                                                  |
| 1996                                                   | 13.020                                                 | 104,4                                                  |
| 1997                                                   | 13.469                                                 | 108,0                                                  |
| 1998                                                   | 13.656                                                 | 109,5                                                  |
| 1999                                                   | 13.870                                                 | 111,3                                                  |
| 2000                                                   | 14.076                                                 | 112,9                                                  |
| 2001                                                   | 14.294                                                 | 114,7                                                  |
| 2002                                                   | 14.473                                                 | 116,1                                                  |
| 2003                                                   | 14.605                                                 | 117,2                                                  |
| 2004                                                   | 14.803                                                 | 118,7                                                  |
| 2005                                                   | 14.982                                                 | 120,2                                                  |
| 2006                                                   | 15.118                                                 | 121,3                                                  |
| 2007                                                   | 15.343                                                 | 123,1                                                  |
| 2008                                                   | 15.594                                                 | 125,1                                                  |
| 2009                                                   | 15.905                                                 | 127,6                                                  |
| 2010                                                   | 16.202                                                 | 130,0                                                  |
| 2011                                                   | 16.383                                                 | 131,4                                                  |
| 2012                                                   | 16.496                                                 | 132,3                                                  |
| 2013                                                   | 16.754                                                 | 134,4                                                  |
| 2014                                                   | 16.962                                                 | 136,1                                                  |
| 2015                                                   | 17.301                                                 | 138,8                                                  |
| 2016                                                   | 17.360                                                 | 139,3                                                  |
| 2017                                                   | 17.585                                                 | 141,1                                                  |
| 2018                                                   | 17.828                                                 | 143,0                                                  |
| 2019                                                   | 18.095                                                 | 145,2                                                  |
| 2020                                                   | 18.141                                                 | 145,5                                                  |
| 2021                                                   | 18.086                                                 | 145,1                                                  |
| 2022                                                   | 18.167                                                 | 145,7                                                  |
| 2023                                                   | 18.081                                                 | 145,0                                                  |
| 2024                                                   | 18.180                                                 | 145,8                                                  |
| 2025                                                   | 18.196                                                 | 146,0                                                  |

## Bezienswaardigheden
- De Sint-Rikierskerk in Bredene-Dorp
- De Sint-Theresiakerk in Bredene-Duinen
- De Sint-Jozefskerk in Bredene-Sas, ook Sas-Slijkens  genoemd
- De Visserskapel Onze-Lieve-Vrouw-ter-Duinen, bijgenaamd "Breeningskapel" is een kleine kapel nabij de duinen. De kapel ligt in een parkje met een ommegang met acht staties. Een eerste houten kapelletje werd in 1717 gebouwd; de huidige stenen kapel dateert uit 1736. Het is sinds de 18de eeuw een bedevaartsplaats voor de vissers
- Koninklijk Werk IBIS, een instituut opgericht door Koning Albert I, in Sas-Slijkens

## Galerij

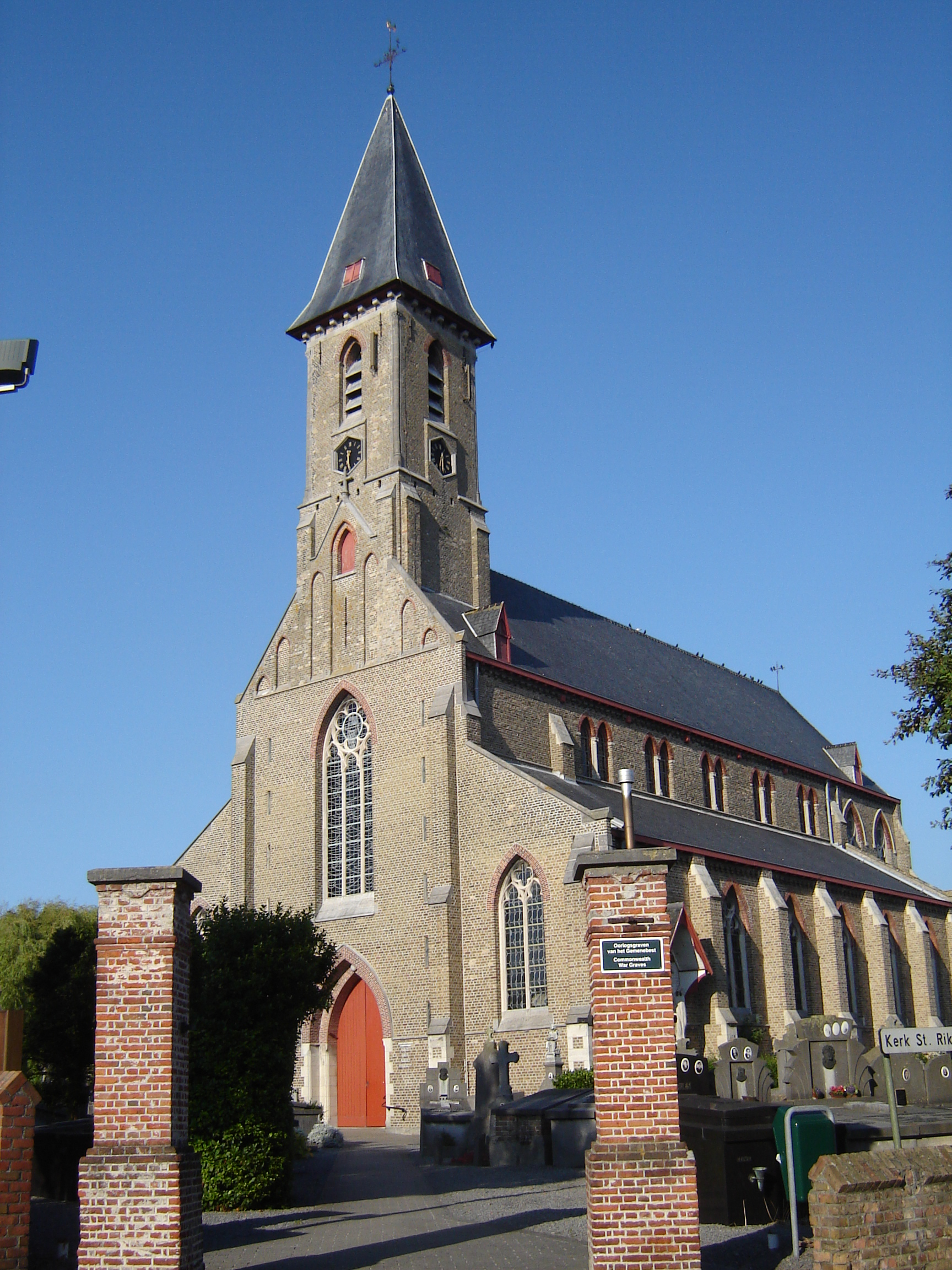
Sint-Rikierskerk
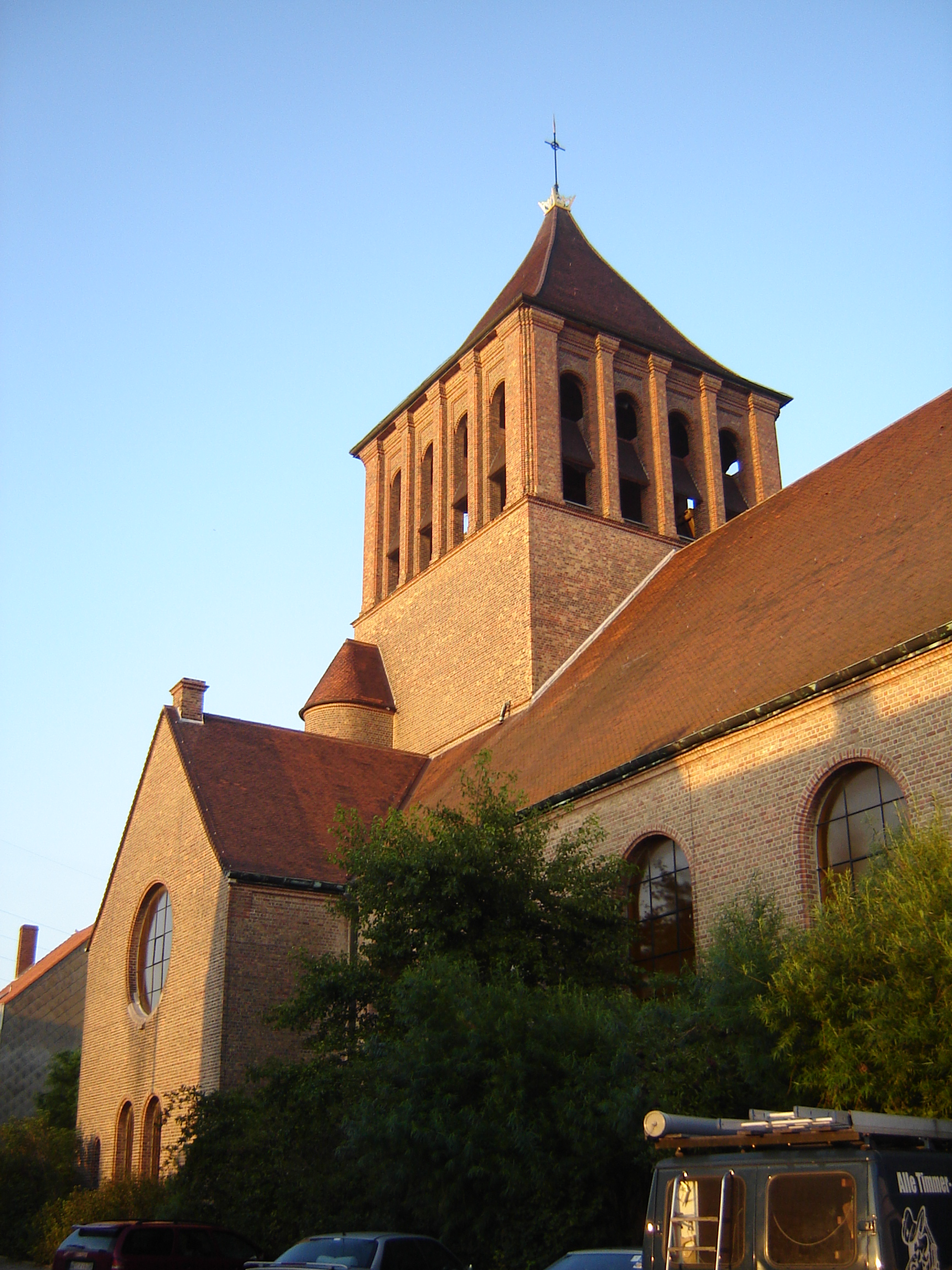
Sint-Jozefskerk
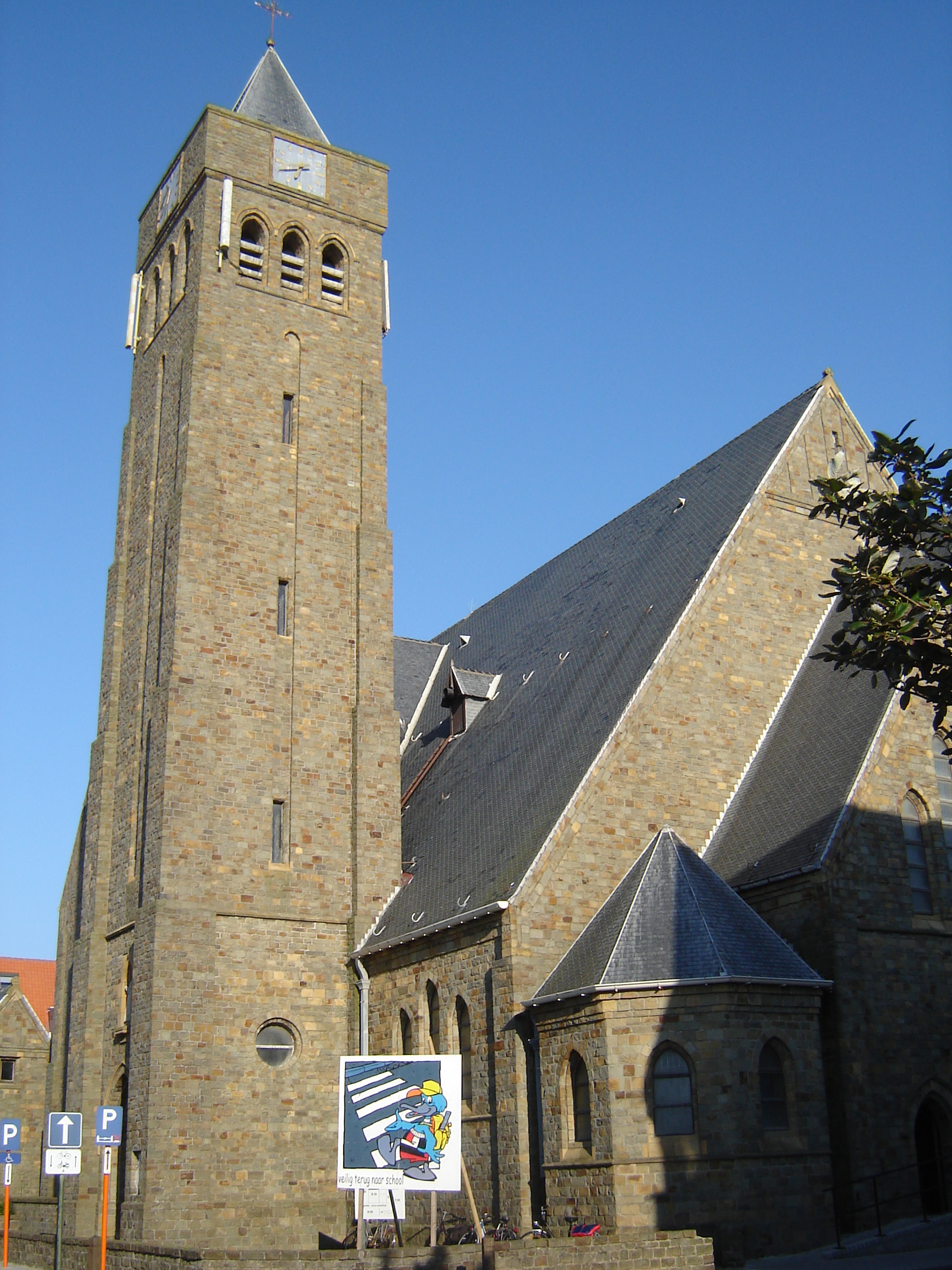
Sint-Theresiakerk
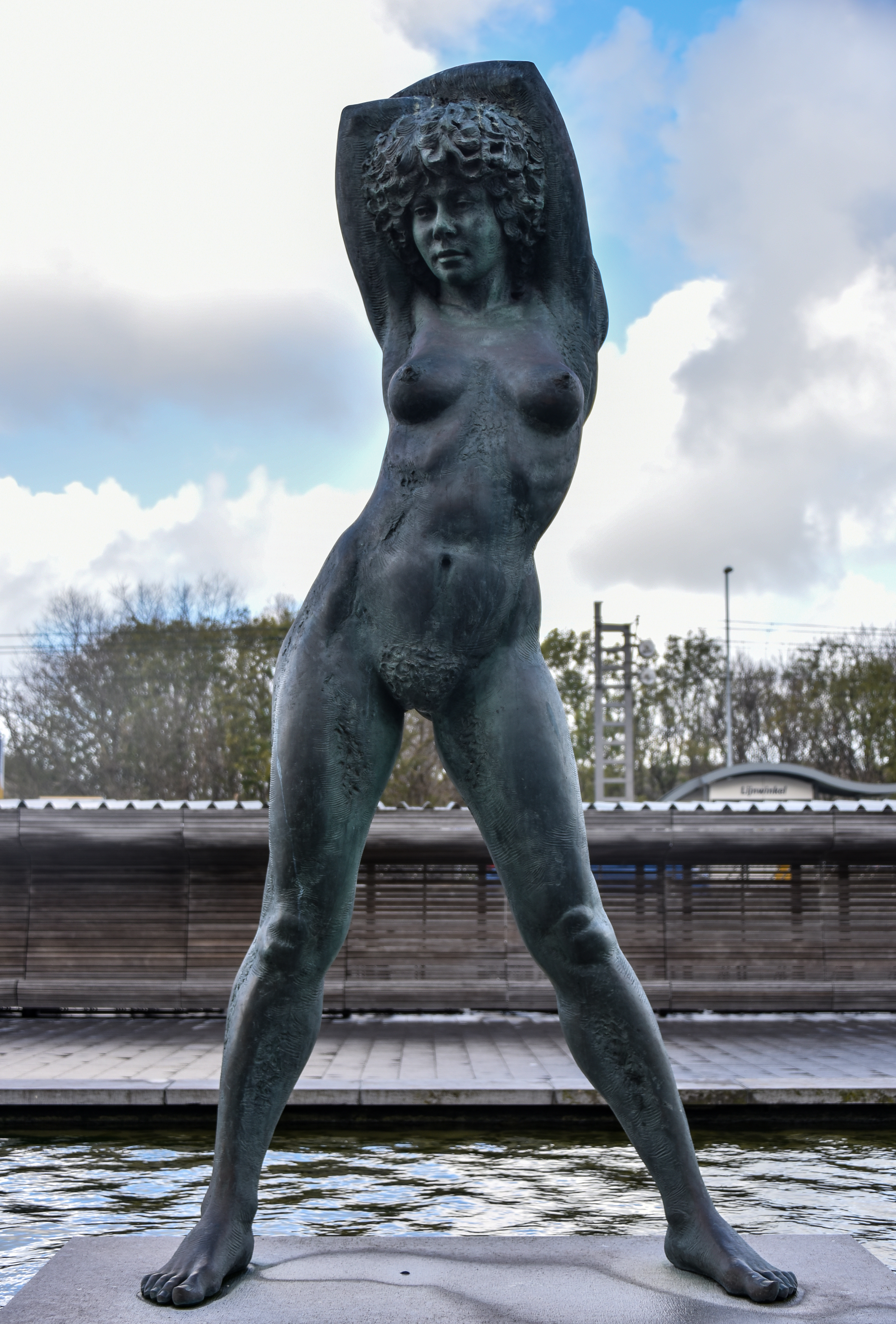
Blote Betsy
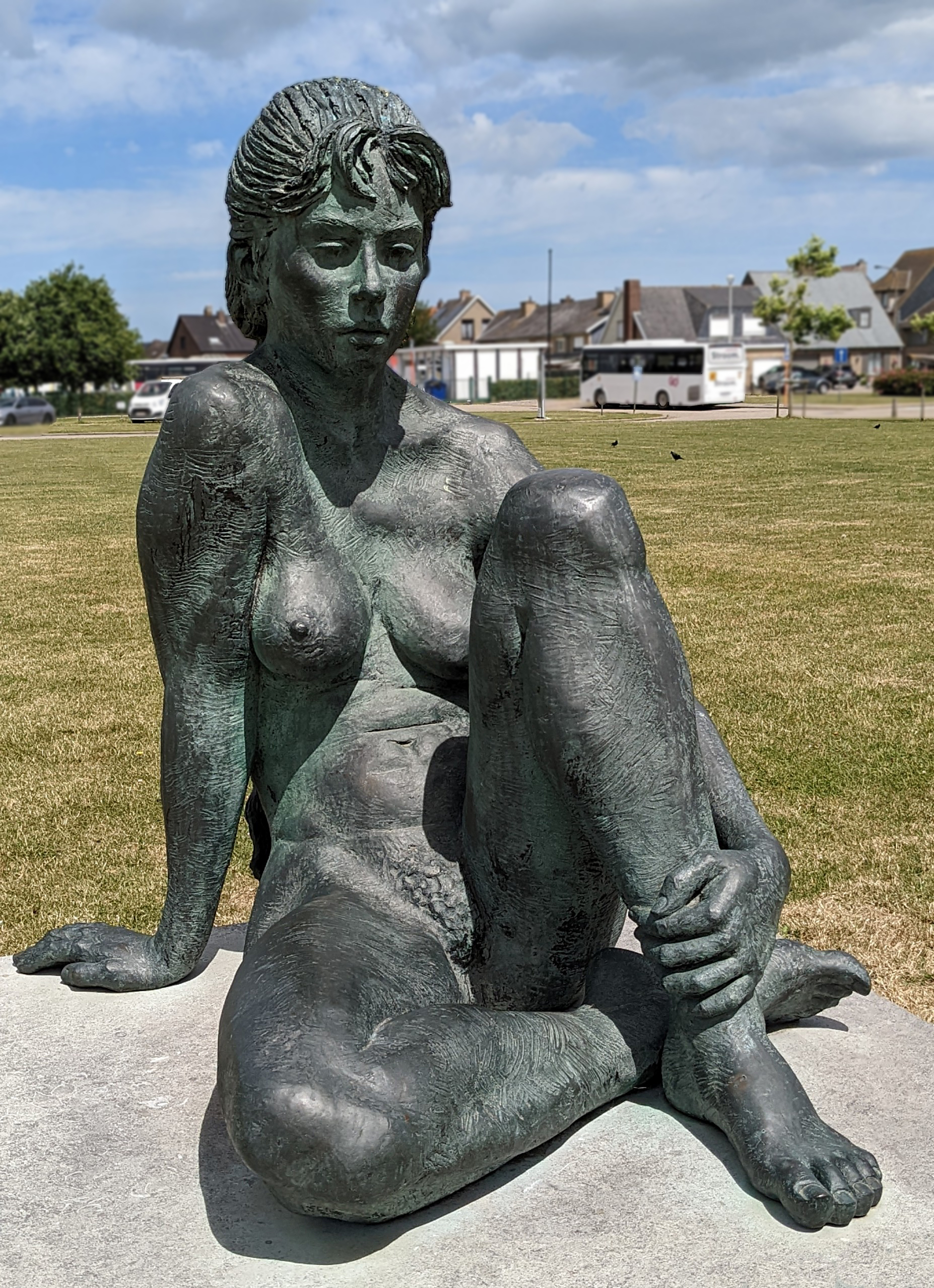
Jongemeisjesdroom
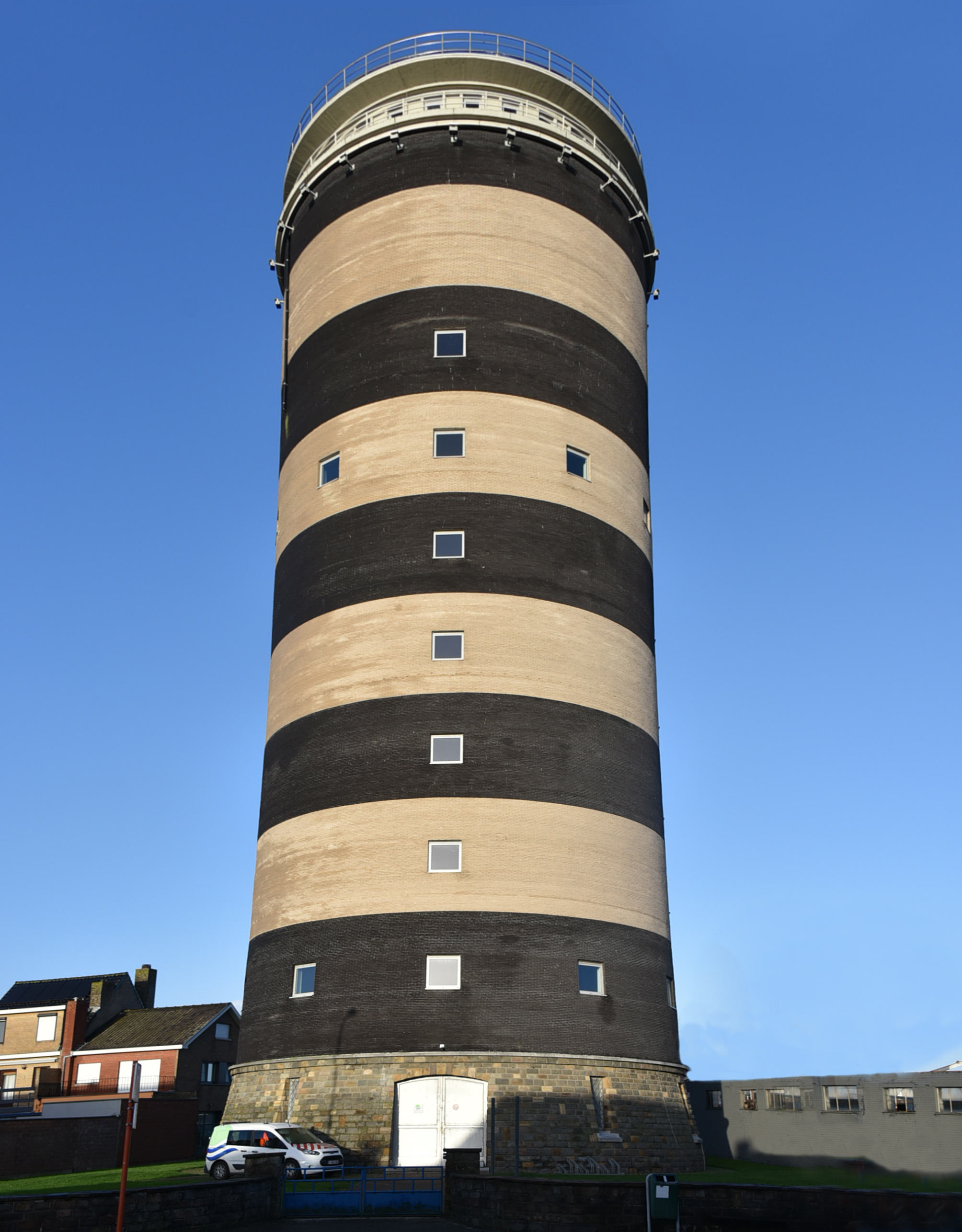
Watertoren Bredene-Dorp
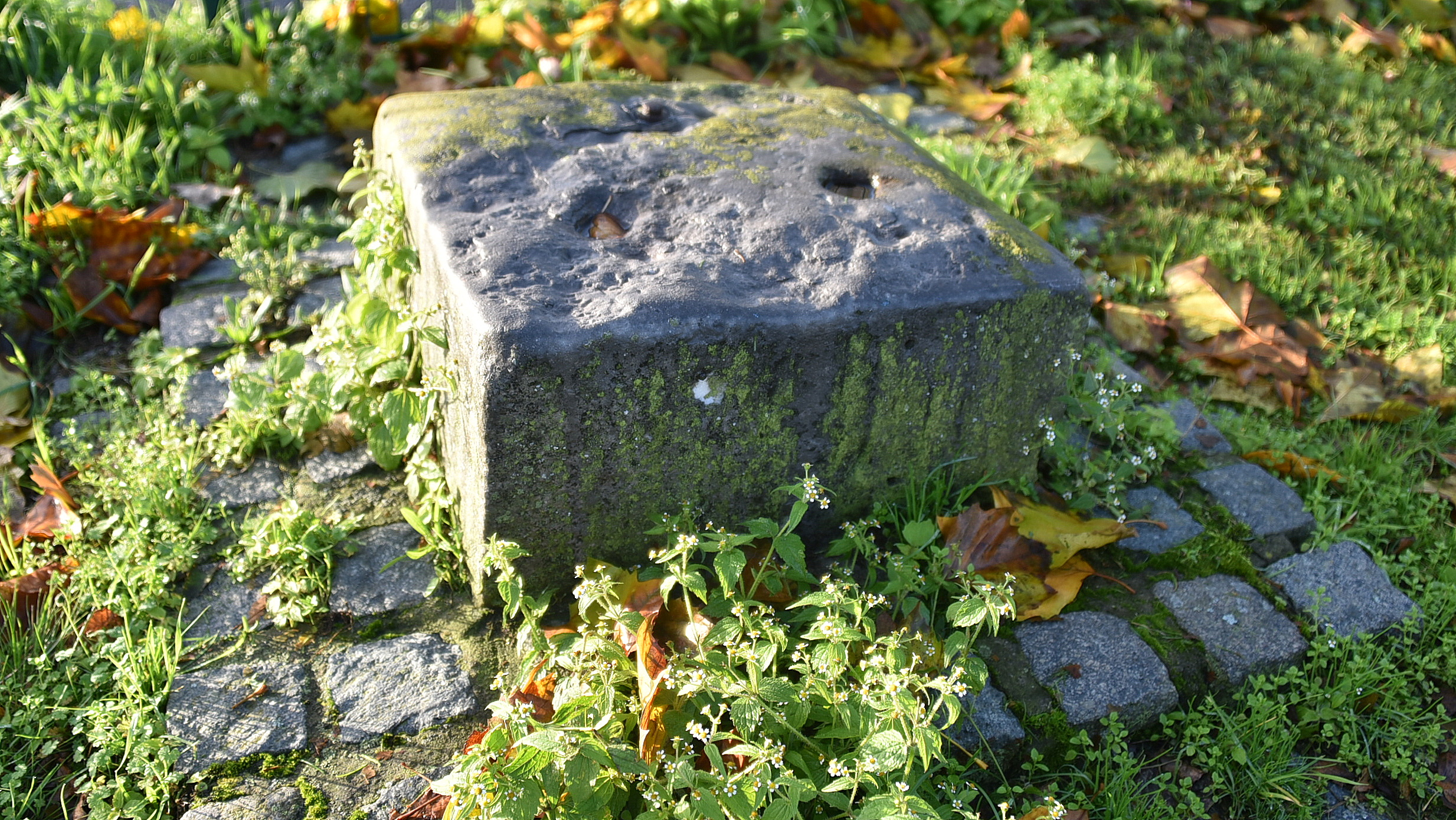
Roepsteen in Bredene
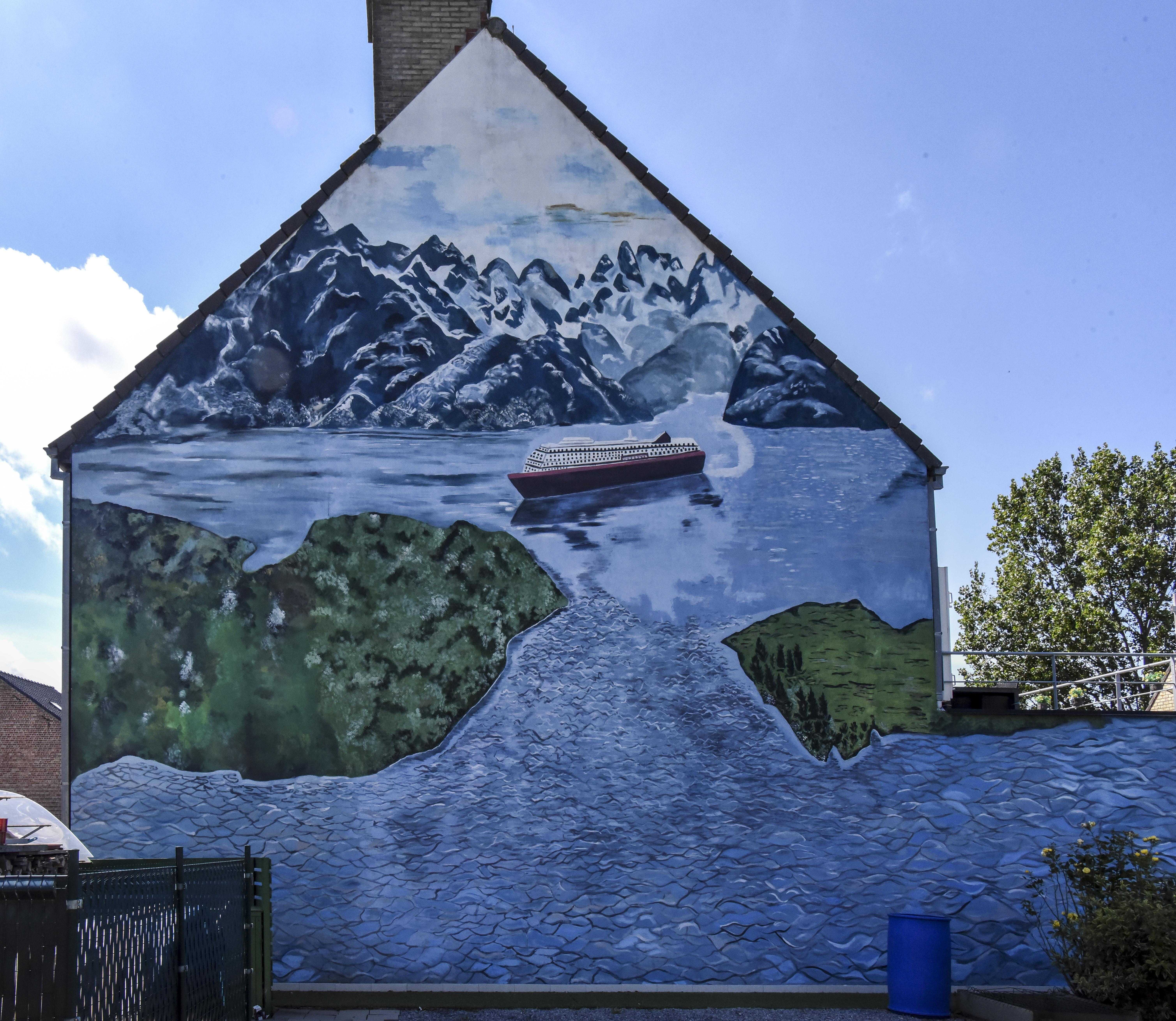
Een van de muurschilderingen van Annie Vanhee

## Natuur en landschap
Bredene ligt aan de Noordzeekust en ligt ingeklemd tussen de vissershaven van Oostende en een uitgestrekt gebied van campings. Naast een duinenrij voor de kust is er een strand. In het oosten vindt men het natuurgebied D'Heye, bestaande uit oude duinen. Tussen de campings ligt het park en recreatieterrein Grasduinen.

## Politiek

### Structuur
| Bredene          | Bredene          | Supranationaal         | Nationaal                         | Nationaal                         | Gemeenschap               | Gewest                    | Provincie                 | Arrondissement            | Provinciedistrict | Kanton          | Gemeente        |
| ---------------- | ---------------- | ---------------------- | --------------------------------- | --------------------------------- | ------------------------- | ------------------------- | ------------------------- | ------------------------- | ----------------- | --------------- | --------------- |
| Administratief   | Niveau           | Europese Unie          | België                            | België                            | Vlaanderen                | Vlaanderen                | West-Vlaanderen           | Oostende                  | Oostende          | Oostende        | Bredene         |
| Administratief   | Bestuur          | Europese Commissie     | Belgische regering                | Belgische regering                | Vlaamse regering          | Vlaamse regering          | Deputatie                 | Deputatie                 | Deputatie         | Deputatie       | Gemeentebestuur |
| Administratief   | Raad             | Europees Parlement     | Kamer van volksvertegenwoordigers | Kamer van volksvertegenwoordigers | Vlaams Parlement          | Vlaams Parlement          | Provincieraad             | Provincieraad             | Provincieraad     | Provincieraad   | Gemeenteraad    |
| Kiesomschrijving | Kiesomschrijving | Nederlands Kiescollege | Kieskring West-Vlaanderen         | Kieskring West-Vlaanderen         | Kieskring West-Vlaanderen | Kieskring West-Vlaanderen | Kieskring West-Vlaanderen | Oostende-Veurne-Diksmuide | Oostende          | Oostende        | Bredene         |
| Verkiezing       | Verkiezing       | Europese               | Federale                          | Federale                          | Vlaamse                   | Vlaamse                   | Provincieraads-           | Provincieraads-           | Provincieraads-   | Provincieraads- | Gemeenteraads-  |

### Burgemeesters
- ?-1831: Josephus Dumon
- 1831-1842: Andreas Zwaenepoel
- 1842-1848: Amatus De Knuyt
- 1848-1856: Josephus Dumon
- 1856-1860: Augustus Valcke
- 1861-1867: Jacobus Vansteenkiste
- 1870-1872: Pieter Bossier
- 1872-1879: Henri Rotsaert
- 1879-1896: Henricus Zwaenepoel
- 1896: Henri Rotsaert
- 1896-1906: Jean Verdonck-Lams
- 1907-1911: Henri Rotsaert
- 1912-1913: Desiré Baelde
- 1914-1915: Désiré Nyssen
- 1918-1919: Désiré Nyssen
- 1920-1921: Henri Ingelbrecht
- 1921-1943: André Zwaenepoel
- 1944-1946: André Zwaenepoel
- 1947-1964: August Plovie
- 1965-1982: Albert Claeys, liberaal: ACVB
- 1983-1988: Roger Eerebout, christendemocraat: CVP
- 1989-2009: Willy Vanhooren, socialist: SP, sp.a
- 2010-heden: Steve Vandenberghe, socialist: sp.a, Vooruit

#### 2013-2018
Burgemeester was Steve Vandenberghe (sp.a). Hij leidde een coalitie bestaande uit sp.a en CD&V.

#### 2019-2024
Bij de verkiezingen van 14 oktober 2018 haalde sp.a de absolute meerderheid met 50,2 %. Sp.a besloot echter toch een coalitie te vormen met CD&V.                                                                                       Deze coalitie heeft een meerderheid van 17 op 25 zetels.

#### 2024-heden
Bij de verkiezingen van 13 oktober 2024 verloor Vooruit haar absolute meerderheid in de gemeenteraad en behaalde ze nog 11 van de 25 zetels. De coalitie met Team Bredene, de naam  waaronder CD&V naar de verkiezingen trok, beschikte met 12 zetels niet meer over een meerderheid. Vooruit vormde daarop een coalitie met Alternatief24, een burgerlijst met leden van Open Vld, N-VA en onafhankelijken.

#### Huidig Schepencollege
| Functie en bevoegdheden | Naam                  | Partij | Partij                        |
| --- | --------------------- | ------ | ----------------------------- |
| Burgemeester Algemene coördinatie, politie, veiligheid, verkeer, informatie en communicatie, bestuurlijke samenwerking, bevolking, burgerlijke stand, openbare werken, concessies, patrimonium en begraafplaatsen | Steve Vandenberghe    |        | Vooruit                       |
| Eerste schepen Bestuurlijke vernieuwing, contactpunt Bredene, inspraak en participatie, toegankelijkheid, ICT en GDPR, personeel en HR-beleid, vrijwilligers, lokale economie, sociale economie, tewerkstellingsbeleid en technische dienst werkhuizen                                                                                     | Vicky Dereere         |        | N-VA (Alternatief24)          |
| Tweede schepen Milieu, groendienst, klimaatplan, wijkraden inclusief wijkbudgetten en wijkambassadeurs, nieuwe ontmoetingscentra, onderwijs, bibliotheek, reddingsdienst, kinderopvang, jeugddienst, jeugdhuizen, jongerenkabinet, kindergemeenteraad, dierenwelzijn, landbouw en levensbeschouwingen                                      | Kelly Spillier        |        | Vooruit                       |
| Derde schepen Financiën en verzekeringen, ruimtelijke ordening, stedenbouw en omgevingsvergunningen, woonbeleid, mobiliteit en gezondheid | Lucas Vandendriessche |        | Onafhankelijk (Alternatief24) |
| Vierde schepen Toerisme, AGB, cultuur, carnaval, sport, milieu- en recyclagepark, afvalstraten en ontwikkelingssamenwerking | Alain Lynneel         |        | Vooruit                       |
| Vijfde schepen OCMW, seniorenbeleid en seniorenzorg, wzc Jacky Maes, dagverzorgingscentrum, serviceflats, thuiszorgdiensten, lokaal dienstencentrum, meldpunt senioren in nood, seniorenadviesraad, welzijn- sociale dienst, sociale kruidenier, armoedebeleid, gelijke kansen, emancipatie, diversiteit, huisvesting en Huis van het Kind | Magali Vanhaeren      |        | Onafhankelijk (Alternatief24) |

### Resultaten gemeenteraadsverkiezingen sinds 1976
| Partij               | Partij                                                                                                   | 10-10-1976 | 10-10-1976 | 10-10-1982 | 10-10-1982 | 9-10-1988 | 9-10-1988 | 9-10-1994 | 9-10-1994 | 8-10-2000 | 8-10-2000 | 8-10-2006 | 8-10-2006 | 14-10-2012 | 14-10-2012 | 14-10-2018 | 14-10-2018 | 13-10-2024 | 13-10-2024 |
| Stemmen / Zetels     | Stemmen / Zetels                                                                                         | %          | 21         | %          | 21         | %         | 21        | %         | 23        | %         | 23        | %         | 25        | %          | 25         | %          | 25         | %          | 25         |
| -------------------- | --- | ---------- | ---------- | ---------- | ---------- | --------- | --------- | --------- | --------- | --------- | --------- | --------- | --------- | ---------- | ---------- | ---------- | ---------- | ---------- | ---------- |
|                      | SP1/sp.a2/Vooruit3                                                                                       | 26,591     | 5          | 31,791     | 7          | 30,091    | 7         | 48,341    | 13        | 58,51     | 16        | 58,12     | 17        | 48,012     | 15         | 50,22      | 15         | 37,53      | 11         |
|                      | CVP1/CD&V2 / Team Bredene3                                                                               | 30,221     | 6          | 28,021     | 6          | 29,981    | 7         | 23,171    | 6         | 16,371    | 4         | 18,452    | 5         | 13,172     | 3          | 10,12      | 2          | 8,73       | 1          |
|                      | N-VA1/N-VA-Open VldB/Alternatief24C                                                                      | -          |            | -          |            | -         |           | -         |           | -         |           | -         |           | 21,741     | 6          | 15,3B      | 4          | 30,4C      | 8          |
|                      | Albert Claeys-Volksbelangen (ACVB)1/Centrum Lijst Bredene (CLB)2/ VLD-VOBA/VLD4/Open Vld5/N-VA-Open VldB | 43,191     | 10         | 37,961     | 8          | 26,462    | 6         | 16,5A     | 3         | 8,394     | 1         | 5,444     | 0         | 6,515      | 1          | 15,3B      | 4          | 30,4C      | 8          |
|                      | Volksbelangen (V.O.B.)5                                                                                  | 43,191     | 10         | 37,961     | 8          | 26,462    | 6         | 16,5A     | 3         | 8,135     | 1         | -         |           | -          |            | -          |            | -          |            |
|                      | Nieuw Bredene3                                                                                           | 43,191     | 10         | 37,961     | 8          | 8,683     | 1         | -         |           | -         |           | -         |           | -          |            | -          |            | -          |            |
|                      | Vlaams Blok1/Vlaams Belang2                                                                              | -          |            | 2,231      | 0          | -         |           | 7,461     | 1         | 7,761     | 1         | 12,652    | 3         | 5,142      | 0          | 12,12      | 3          | 20,42      | 5          |
|                      | Agalev1/Groen!-Spirit2/Groen3/8450Anders4                                                                | -          |            | -          |            | 4,781     | 0         | 3,781     | 0         | -         |           | 4,622     | 0         | -          |            | 7,73       | 1          | 2,54       | 0          |
|                      | VITAL | -          |            | -          |            | -         |           | 0,76      | 0         | 0,85      | 0         | 0,73      | 0         | 1,05       | 0          | 0,7        | 0          | 0,4        | 0          |
| Anderen(*)           | Anderen(*)                                                                                               | -          |            | -          |            | -         |           | -         |           | -         |           | -         |           | 4,38       | 0          | 3,9        | 0          | -          |            |
| Totaal stemmen       | Totaal stemmen                                                                                           | 6715       | 6715       | 7710       | 7710       | 8503      | 8503      | 8903      | 8903      | 10156     | 10156     | 11293     | 11293     | 12134      | 12134      | 13057      | 13057      | 9078       | 9078       |
| Opkomst %            | Opkomst %                                                                                                |            |            |            |            | 93,31     | 93,31     | 91,91     | 91,91     | 92,59     | 92,59     | 94,73     | 94,73     | 92,20      | 92,20      | 92,0       | 92,0       | 63,0       | 63,0       |
| Blanco en ongeldig % | Blanco en ongeldig %                                                                                     | 4,5        | 4,5        | 5,6        | 5,6        | 5,47      | 5,47      | 5,12      | 5,12      | 4,73      | 4,73      | 3,69      | 3,69      | 4,39       | 4,39       | 4,0        | 4,0        | 1,3        | 1,3        |

De zetels van de gevormde coalitie staan vetjes afgedrukt. De grootste partij is in kleur.

(*) 2012: PVDA+ (1,66%), Lijst Dedecker (2,72%) / 2018: Neutraal Bredene (3,6%), NSVWP (0,3%)

## Cultuur

### Evenementen
- ManiFiesta

## Bekende inwoners

### Geboren
- Zeger Janszoone, vrijheidsstrijder uit de 14e eeuw
- Philippe De Ridder (1773 - 1856), politicus
- Pieter Boutens (1831 - 1878), politicus
- Jacques Montangie (1847 - 1914), politicus
- René De Coninck (1907 - 1978), schilder
- Georges Van Eeckhoutte (1911 - 1975), volksfiguur

- Jo Maes (1923), schilder en architect
- Julien Goekint (1929-2023), politicus voor de CVP
- Staf Versluys (1929 - 1995), scheepsbouwer en zeiler, ereburger van Bredene
- Willy Vanhooren (1947), politicus voor de SP / sp.a
- Brandon Mechele (1993), voetballer
- Céline Dept (1999), youtuber

### Woonachtig
Bekende personen die woonachtig zijn of waren in Bredene of een andere significante band met de gemeente hebben:
- Roger Eerebout, politicus voor de CVP
- Vital Haghebaert, politicus voor VITAL
- Margot Knockaert, schilderes
- Lucy Loes, zangeres
- Jacky Maes, politicus voor de SP / sp.a
- Piv Huvluv, stand-upcomedian

- Auguste Plovie, politicus
- Bart Poelvoorde, roeier
- Jules Van Canneyt, politicus voor de CVP
- Steve Vandenberghe, politicus voor de SP / sp.a
- Annie Vanhee, kunstschilder en muralist
- Maurice Wagemans, schilder

## Nabijgelegen kernen
Oostende, De Haan, Klemskerke, Oudenburg

## Trivia
- Sint-Rijker is de patroonheilige van Bredene.
- KBOB, basketbalvereniging Oostende Bredene.
- De Kusttram bedient Bredene-Bad. Buslijn 4 uit Oostende, en 46, bedienen Bredene-Dorp en Bredene-Bad. Buslijn 46 rijdt slechts 2x per dag, alleen rond 16/17 uur, en is de vroegere buslijn 766; deze volgt deels de oude route van de tramlijn via Bredene-Dorp. Lijn 46 rijdt tussen Oostende en De Haan, maar doet het centrum van De Haan en de Kusttram halte niet aan. Het dorp wordt ook bediend door buslijn 35.